# Věra Wajsarová
Věra Wajsarová (* 11. ledna 1952 Jičín, Československo) je česká zpěvačka a kytaristka, která interpretuje především šansony.

## Biografie
Absolvovala studium hudebně-dramatického oboru na Pražské konzervatoři (1967–73) jako posluchačka Jaroslavy Adamové, Hany Hegerové, Jiřího Holého, Lubomíra Lipského a dalších. V letech 1972–74 byla angažována v Krušnohorském divadle v Teplicích, od roku 1975 působila v Divadle ABC. Téhož roku přešla do svobodného povolání a začala se věnovat zpěvu.
V letech 1976–82 spolupracovala ještě pod dívčím jménem Věra Mazánková se zpěvákem Petrem Novákem a s doprovodnou skupinou George and Beatovens. S nimi nahrála desku Kráska a zvíře (ve stejnojmenném muzikálu představovala titulní postavu Krásky), Co je to láska a Sladké trápení. V roce 1980 spolupracovala rovněž s Hanou Hegerovou. V letech 1981 a 1985 se zúčastnila finále soutěžního festivalu Bratislavská lyra.
Roku 1982 zahájila vlastní sólovou dráhu a sestavila doprovodné duo Minimum, v němž hráli její manžel Oldřich Wajsar (baskytara, klávesy) a Jiří Koptík (kytary); oba pro ni rovněž komponovali nové skladby. Wajsarová nahrála četné písně pro rozhlas; v Československé televizi vystoupila v samostatném pořadu v rámci cyklu pořadů Hudební studio M, účinkovala v pořadech Televizní klub mladých, dále zpívala v televizní inscenaci režisérky Evy Sadkové Zaslepení a ve filmu Věry Chytilové Kalamita (píseň Laco Décziho Nebudem). V roce 1984 vydala své první samostatné album Země Delfínie.
Většina jejích písní, při jejichž podání se doprovází na kytaru, jsou skladby šansonového typu. Její repertoár je složen téměř výhradně z písní českých skladatelů, zejména Zdeňka Nedvěda, Daniela Dobiáše a Oldřicha Wajsara. Wajsarová si vybírala náročně texty z tvorby Guillaume Apollinaira, Pavla Kopty, Jacquese Préverta, Novelly Matvejevové, Jany Štroblové, Pavla Vrby a Jiřího Žáčka; většinu repertoáru představují zhudebněné básně.
Na počátku devadesátých let se vzdálila z veřejné scény a věnovala se dabingu. V devadesátých letech byla postižena nemocí hlasivek; manželé se odstěhovali z Prahy a založili pod vrchem Kozákov kozí farmu. Když se Věře Wajsarové v roce 2006 vrátila hlasová dispozice, začali se oba společně znovu věnovat hudbě. Roku 2006 vydala album Měsíc sebevrahů, kde se prosadila také jako autorka hudby, a začala znovu veřejně vystupovat. Pro televizi i rozhlas nahrála pořady o kozí farmě a o zpívání; natočila rovněž videoklip V tvém saku spím, lásko moje a další. Jejím zatím posledním albem je nahrávka koncertu z Malostranské besedy, který se uskutečnil na podzim roku 2012.
Na koncertech zpívá a hraje na kytaru společně s manželem (kontrabas, akordeon); příležitostně s nimi vystupuje i syn Petr Wajsar, který vystudoval skladbu na Hudební fakultě AMU u Václava Riedlbaucha a prosazuje se úspěšně jako jeden z předních současných mladých tvůrců.

## Diskografie
- Jasmín – Píseň pro trávu (SP, Panton 1973);
- A ty víš, že se vrátí – V klubu vesmír všichni tančí (SP, Panton 1976) – s Petrem Novákem
- Kráska a zvíře (LP, Panton 1976) – s Petrem Novákem
- Stárnoucí snílek (SP, Panton 1980)
- Co je to láska (Panton 1980) – s Petrem Novákem
- Záření (SP, Panton 1981)
- Cizí tvář na polštáři – Prosím tě, odejdi (SP, Panton 1982)
- Sladké trápení (LP, Panton 1982) – s Petrem Novákem
- Krajina – Romská dívka (SP, Panton 1984)
- Země Delfínie (LP, Panton 1984)
- Tak už se vrať – Blues o noční tramvaji (SP, Panton 1985)
- Tak tě hlídám – Mé oči (SP, Supraphon 1985)
- Tichá noc – Balada o tichu (SP, Supraphon 1985)
- Měsíc sebevrahů (CD, Studio Fontána 2007)
- Živě v Malostranské besedě (CD, Supraphon 2013)
- Krajina a další singly (CD, Supraphon 2014)